# Collegio di Fermanagh and South Tyrone
Fermanagh and South Tyrone è un collegio elettorale nordirlandese della Camera dei Comuni del Parlamento del Regno Unito. Elegge un membro del Parlamento con il sistema maggioritario a turno unico. Il rappresentante del collegio, dal 2024, è Pat Cullen di Sinn Féin.

## Estensione
- 1950-1983: la contea di Fermanagh, il distretto urbano di Dungannon, i distretti rurali di Clogher e Dungannon e parte del distretto rurale di Omagh.
- 1983-1997: il distretto di Fermanagh e il distretto di Dungannon.
- dal 1997: il distretto di Fermanagh e i ward del distretto di Dungannon di Augher, Aughnacloy, Ballygawley, Ballysaggart, Benburb, Caledon, Castlecaulfield, Clogher, Coolhill, Drumglass, Fivemiletown, Killyman, Killymeal, Moy, Moygashel e Mullaghmore.

Il collegio fu creato nel 1950 quando il vecchio collegio di Fermanagh and Tyrone, che eleggeva due deputati, fu abolito in modo tale che tutti i collegi fossero uninominali. Come implica il nome, comprende tutto il distretto di Fermanagh e Dungannon e South Tyrone. Con una modifica dei confini del 1995 una parte di Dungannon and South Tyrone intorno alla città di Coalisland fu trasferita a Mid Ulster.

## Storia
Nella storia di Fermanagh e South Tyrone, vi è stato un sostanziale bilancio tra unionisti e nazionalisti, anche se negli ultimi anni i nazionalisti hanno beneficiato di leggere maggioranze. Molte elezioni hanno visto il candidato di uno schieramento trionfare a causa delle candidature multiple dalla parte opposta che hanno diviso i voti. Forse a causa di questo bilancio tra le comunità, Fermanagh e South Tyrone ha la più alta affluenza tra gli altri collegi dell'Irlanda del Nord.
Il collegio fu ottenuto dal Partito Nazionalista alle elezioni generali nel Regno Unito del 1950 e del 1951, e quest'ultima elezione vide un'affluenza del 93,4%, un record britannico per le elezioni.
Alle elezioni generali del 1955 il collegio fu conquistato da Philips Clarke di Sinn Féin, ma fu poi squalificato sulla base della sua condanna per attività legate all'Irish Republican Army, che lo rendevano ineleggibile. Il seggio fu quindi conquistato dal candidato del Partito Unionista dell'Ulster (UUP).
Alle elezioni generali del 1970 il collegio fu conquistato da Frank McManus che si candidò con il ticket "Unità", che cercava di unire i nazionalisti sotto un unico candidato. Alle elezioni generali del febbraio 1974, tuttavia, il Partito Social Democratico e Laburista (SDLP) si candidò, dividendo il voto nazionalista e permettendo ad Harry West di UUP di vincere nel collegio con il sostegno del Partito Progressista Unionista di Avanguardia e Partito Unionista Democratico (DUP).
Alle elezioni generali dell'ottobre 1974 fu siglato un patto nazionalista e Frank Maguire vinse come candidato repubblicano indipendente. Maguire mantenne il seggio anche alle elezioni generali del 1979, quando i voti unionisti e nazionalisti vennero divisi, sia per l'intervento di Ernest Baird, leader del Partito Unionista Unito dell'Ulster, sia per la presenza di Austin Currie, che sfidò la decisione ufficiale del SDLP di non candidarsi. Maguire morì all'inizio del 1981.
Le elezioni suppletive dell'aprile 1981 ebbero luogo durante il secondo sciopero della fame; nella campagna, il comandante del Provisional Irish Republican Army della prigione di Maze Bobby Sands fu candidato come candidato del Anti H-Block/Prigionieri Politici di Armagh. Harry West si candidò per l'UUP, e nessun altro candidato si iscrisse. Il 9 aprile 1981 Sands conquistò il collegio con 30.492 voti contro i 29.046 per West. 26 giorni dopo Sands morì per lo sciopero della fame e in seguito fu varata la legislazione per impedire ai prigionieri che scontano più di 12 mesi di candidarsi alle elezioni, pertanto alle successive elezioni suppletive l'agente di Sands Ower Carron si candidò come "Proxy Political Prisoner" e l'UUP candidò Ken Maginnis. Alle elezioni suppletive dell'agosto 1981 partecipò anche il Partito dell'Alleanza dell'Irlanda del Nord e il Partito dei Lavoratori. L'affluenza fu ancora maggiore delle precedenti elezioni, e gran parte dei voti addizionali finirono a questi ultimi partiti, e Carron venne eletto.
I repubblicani videro la situazione ribaltata alle elezioni generali del 1983, alle quali si candidò il SDLP. Maginnis vinse e detenne il seggio per l'UUP per i successivi 18 anni, fino al suo ritiro. A questo punto le modifiche ai confini causarono la presenza al 50% di unionisti e nazionalisti, e ci si attendeva che un singolo candidato unionista avrebbe mantenuto il seggio alle elezioni generali del 2001. James Cooper fu nominato per l'UUP e in questa occasione sia i voti nazionalisti che quelli unionisti andarono divisi. Inizialmente Maurice Morrow del DUP fu candidato, con il DUP che si opponeva strenuamente al sostegno del UUP all'Accordo del Venerdì Santo. Morrow si ritirò poi in favore di Jim Dixon, un sopravvissuto all'attentato di Enniskillen che si candidò come unionita indipendente in opposizione all'Accordo. Tommy Gallagher si candidò per il SDLP, ma il suo intervento non arrecò abbastanza danni a Sinn Féin, il cui candidato Michelle Gildernew vinse alla fine con 53 voti in più di Copper. Successivamente, il risultato fu contestato sulla base del fatto che una sezione elettorale era stata tenuta aperta più del dovuto, permettendo a più persone di votare, ma il tribunale decise che questo fatto non mutò il risultato, perché i voti dati dopo la chiusura ufficiale delle urne non avrebbero cambiato il risultato.
Prima delle elezioni generali del 2005, fu anticipato che vi sarebbe stato un unico candidato unionista che avrebbe potuto riconquistare il seggio; UUP e DUP, tuttavia, corsero separati e alla fine Gildernew mantenne il seggio. Anche alle elezioni generali del 2010 Sinn Féin vinse per 4 voti sul candidato unionista Rodney Connor. A seguito delle elezioni, Connor contestò il risultato sulla base di una disputa sulle differenze di voti registrate in diverse sezioni elettorali e quelle registrate al centro di conteggio. Il ricorso fu rigettato dopo che fu calcolato che solo tre voti erano rimasti in sospeso; il giudice decise che "anche se questi voti fossero conteggiati, in maniera contraria alle regole, e se tutti fossero stati a favore della parte lesa, l'elezione sarebbe stata ancora a favore di Gildernew per un voto, e il risultato non sarebbe cambiato."
Alle elezioni generali del 2015 Michelle Gildernew di Sinn Féin perse il seggio a vantaggio del candidato di UUP Tom Elliott. Nonostante Elliott corresse per UUP, fu attivamente sostenuto anche dal DUP, da Traditional Unionist Voice e dal Partito per l'Indipendenza del Regno Unito. Il Partito Conservatore non candidò nessuno a Fermanagh e South Tyrone, pur concorrendo in 16 degli altri 17 collegi nordirlandesi. Proprio come alle elezioni generali del febbraio 1974 e alle elezioni generali del 1983, di fronte a un singolo candidato unionista, SDLP rifiutò comunque di discutere un patto nazionalista con Sinn Féin.
Gildernew ri-ottenne il seggio alle elezioni generali del 2017. Alle elezioni del 2019 Fermanagh and South Tyrone fu il collegio in cui il vincitore ottenne il seggio con il minor vantaggio di voti in tutto il Regno Unito, con 57 voti di distacco.

## Membri del parlamento
| Elezione     | Elezione       | Deputato              | Partito                   |
| ------------ | -------------- | --------------------- | ------------------------- |
|              | 1950           | Cahir Healy           | Nazionalista              |
|              | 1955           | Philip Clarke         | Sinn Féin                 |
|              | 1955 (S)       | Lord Robert Grosvenor | Unionista dell'Ulster     |
| 1964         | James Hamilton |                       | Unionista dell'Ulster     |
|              | 1970           | Frank McManus         | Unità                     |
|              | Feb 1974       | Harry West            | Unionista dell'Ulster     |
|              | Ott 1974       | Harry West            | Indipendente Repubblicano |
|              | Apr 1981 (S)   | Bobby Sands           | Anti H-Block              |
| Ago 1981 (S) | Owen Carron    |                       | Anti H-Block              |
| 1982         | Owen Carron    | Sinn Féin             |                           |
|              | 1983           | Ken Maginnis          | Unionista dell'Ulster     |
|              | 2001           | Michelle Gildernew    | Sinn Féin                 |
|              | 2015           | Tom Elliott           | Unionista dell'Ulster     |
|              | 2017           | Michelle Gildernew    | Sinn Féin                 |
| 2024         | Pat Cullen     |                       | Sinn Féin                 |

## Risultati elettorali

### Elezioni negli anni 2020
| Partito                    | Partito                                | Candidato                  | Risultati 4 luglio 2024 | Risultati 4 luglio 2024 |
| Partito                    | Partito                                | Candidato                  | Voti                    | %                       |
| -------------------------- | -------------------------------------- | -------------------------- | ----------------------- | ----------------------- |
|                            | Sinn Féin                              | Pat Cullen                 | 24 844                  | 48,64                   |
|                            | UUP                                    | Diana Armstrong            | 20 273                  | 39,69                   |
|                            | Alleanza                               | Eddie Roofe                | 2 420                   | 4,74                    |
|                            | SDLP                                   | Paul Blake                 | 2 386                   | 4,67                    |
|                            | Alternativa Laburista                  | Gerry Cullen               | 624                     | 1,22                    |
|                            | Aontù                                  | Carl Duffy                 | 529                     | 1,04                    |
|                            |                                        |                            |                         |                         |
| Iscritti                   | Iscritti                               | Iscritti                   | 77 828                  | 100,00                  |
| ↳ Votanti (% su iscritti)  | ↳ Votanti (% su iscritti)              | ↳ Votanti (% su iscritti)  | 51 076                  | 65,63                   |
| ↳ Astenuti (% su iscritti) | ↳ Astenuti (% su iscritti)             | ↳ Astenuti (% su iscritti) | 26 752                  | 34,37                   |
|                            |                                        |                            |                         |                         |
|                            | Esito: collegio confermato a Sinn Féin |                            |                         |                         |

### Elezioni negli anni 2010
| Partito                    | Partito                                | Candidato                  | Risultati 12 dicembre 2019 | Risultati 12 dicembre 2019 |
| Partito                    | Partito                                | Candidato                  | Voti                       | %                          |
| -------------------------- | -------------------------------------- | -------------------------- | -------------------------- | -------------------------- |
|                            | Sinn Féin                              | Michelle Gildernew         | 21 986                     | 43,31                      |
|                            | UUP                                    | Tom Elliott                | 21 929                     | 43,20                      |
|                            | SDLP                                   | Adam Gannon                | 3 446                      | 6,79                       |
|                            | Alleanza                               | Matthew Beaumont           | 2 650                      | 5,22                       |
|                            | Indipendente                           | Caroline Wheeler           | 751                        | 1,48                       |
|                            |                                        |                            |                            |                            |
| Iscritti                   | Iscritti                               | Iscritti                   | 72 829                     | 100,00                     |
| ↳ Votanti (% su iscritti)  | ↳ Votanti (% su iscritti)              | ↳ Votanti (% su iscritti)  | 50 762                     | 69,70                      |
| ↳ Astenuti (% su iscritti) | ↳ Astenuti (% su iscritti)             | ↳ Astenuti (% su iscritti) | 22 067                     | 30,30                      |
|                            |                                        |                            |                            |                            |
|                            | Esito: collegio confermato a Sinn Féin |                            |                            |                            |

| Partito                    | Partito                                  | Candidato                  | Risultati 8 giugno 2017 | Risultati 8 giugno 2017 |
| Partito                    | Partito                                  | Candidato                  | Voti                    | %                       |
| -------------------------- | ---------------------------------------- | -------------------------- | ----------------------- | ----------------------- |
|                            | Sinn Féin                                | Michelle Gildernew         | 25 230                  | 47,18                   |
|                            | UUP                                      | Tom Elliott                | 24 355                  | 45,54                   |
|                            | SDLP                                     | Mary Garrity               | 2 587                   | 4,84                    |
|                            | Alleanza                                 | Noreen Campbell            | 886                     | 1,66                    |
|                            | Verdi                                    | Tanya Jones                | 423                     | 0,79                    |
|                            |                                          |                            |                         |                         |
| Iscritti                   | Iscritti                                 | Iscritti                   | 70 555                  | 100,00                  |
| ↳ Votanti (% su iscritti)  | ↳ Votanti (% su iscritti)                | ↳ Votanti (% su iscritti)  | 53 481                  | 75,80                   |
| ↳ Astenuti (% su iscritti) | ↳ Astenuti (% su iscritti)               | ↳ Astenuti (% su iscritti) | 17 074                  | 24,20                   |
|                            |                                          |                            |                         |                         |
|                            | Esito: collegio passa da UUP a Sinn Féin |                            |                         |                         |

| Partito                    | Partito                                  | Candidato                  | Risultati 7 maggio 2015 | Risultati 7 maggio 2015 |
| Partito                    | Partito                                  | Candidato                  | Voti                    | %                       |
| -------------------------- | ---------------------------------------- | -------------------------- | ----------------------- | ----------------------- |
|                            | UUP                                      | Tom Elliott                | 23 608                  | 46,41                   |
|                            | Sinn Féin                                | Michelle Gildernew         | 23 078                  | 45,37                   |
|                            | SDLP                                     | John Coyle                 | 2 732                   | 5,37                    |
|                            | Verdi                                    | Tanya Jones                | 788                     | 1,55                    |
|                            | Alleanza                                 | Hannah Su                  | 658                     | 1,29                    |
|                            |                                          |                            |                         |                         |
| Iscritti                   | Iscritti                                 | Iscritti                   | 70 060                  | 100,00                  |
| ↳ Votanti (% su iscritti)  | ↳ Votanti (% su iscritti)                | ↳ Votanti (% su iscritti)  | 50 864                  | 72,60                   |
| ↳ Astenuti (% su iscritti) | ↳ Astenuti (% su iscritti)               | ↳ Astenuti (% su iscritti) | 19 196                  | 27,40                   |
|                            |                                          |                            |                         |                         |
|                            | Esito: collegio passa da Sinn Féin a UUP |                            |                         |                         |

| Partito                    | Partito                                | Candidato                  | Risultati 6 maggio 2010 | Risultati 6 maggio 2010 |
| Partito                    | Partito                                | Candidato                  | Voti                    | %                       |
| -------------------------- | -------------------------------------- | -------------------------- | ----------------------- | ----------------------- |
|                            | Sinn Féin                              | Michelle Gildernew         | 21 304                  | 45,52                   |
|                            | Indipendente                           | Rodney Connor              | 21 300                  | 45,51                   |
|                            | SDLP                                   | Fearghal McKinney          | 3 574                   | 7,64                    |
|                            | Alleanza                               | Vasundhara Kamble          | 437                     | 0,93                    |
|                            | Indipendente                           | John Stevenson             | 188                     | 0,40                    |
|                            |                                        |                            |                         |                         |
| Iscritti                   | Iscritti                               | Iscritti                   | 67 928                  | 100,00                  |
| ↳ Votanti (% su iscritti)  | ↳ Votanti (% su iscritti)              | ↳ Votanti (% su iscritti)  | 46 803                  | 68,90                   |
| ↳ Astenuti (% su iscritti) | ↳ Astenuti (% su iscritti)             | ↳ Astenuti (% su iscritti) | 21 125                  | 31,10                   |
|                            |                                        |                            |                         |                         |
|                            | Esito: collegio confermato a Sinn Féin |                            |                         |                         |

### Elezioni negli anni 2000
| Partito                    | Partito                                | Candidato                  | Risultati 5 maggio 2005 | Risultati 5 maggio 2005 |
| Partito                    | Partito                                | Candidato                  | Voti                    | %                       |
| -------------------------- | -------------------------------------- | -------------------------- | ----------------------- | ----------------------- |
|                            | Sinn Féin                              | Michelle Gildernew         | 18 638                  | 38,20                   |
|                            | DUP                                    | Arlene Foster              | 14 056                  | 28,81                   |
|                            | UUP                                    | Tom Elliott                | 8 869                   | 18,18                   |
|                            | SDLP                                   | Thomas Joseph Gallagher    | 7 230                   | 14,82                   |
|                            |                                        |                            |                         |                         |
| Iscritti                   | Iscritti                               | Iscritti                   | 67 207                  | 100,00                  |
| ↳ Votanti (% su iscritti)  | ↳ Votanti (% su iscritti)              | ↳ Votanti (% su iscritti)  | 48 793                  | 72,60                   |
| ↳ Astenuti (% su iscritti) | ↳ Astenuti (% su iscritti)             | ↳ Astenuti (% su iscritti) | 18 414                  | 27,40                   |
|                            |                                        |                            |                         |                         |
|                            | Esito: collegio confermato a Sinn Féin |                            |                         |                         |

| Partito                    | Partito                                  | Candidato                  | Risultati 7 giugno 2001 | Risultati 7 giugno 2001 |
| Partito                    | Partito                                  | Candidato                  | Voti                    | %                       |
| -------------------------- | ---------------------------------------- | -------------------------- | ----------------------- | ----------------------- |
|                            | Sinn Féin                                | Michelle Gildernew         | 17 739                  | 34,13                   |
|                            | UUP                                      | James Leslie Cooper        | 17 686                  | 34,03                   |
|                            | SDLP                                     | Thomas Joseph Gallagher    | 9 706                   | 18,67                   |
|                            | Indipendente                             | William James Dixon        | 6 843                   | 13,17                   |
|                            |                                          |                            |                         |                         |
| Iscritti                   | Iscritti                                 | Iscritti                   | 66 633                  | 100,00                  |
| ↳ Votanti (% su iscritti)  | ↳ Votanti (% su iscritti)                | ↳ Votanti (% su iscritti)  | 51 974                  | 78,00                   |
| ↳ Astenuti (% su iscritti) | ↳ Astenuti (% su iscritti)               | ↳ Astenuti (% su iscritti) | 14 659                  | 22,00                   |
|                            |                                          |                            |                         |                         |
|                            | Esito: collegio passa da UUP a Sinn Féin |                            |                         |                         |

## Risultati dei referendum

### Referendum sulla permanenza del Regno Unito nell'Unione europea del 2016
|                  | Collegio                   | Lasciare UE % | Rimanere in UE % |
| ---------------- | -------------------------- | ------------- | ---------------- |
|                  | Fermanagh and South Tyrone | 41,40%        | 58,60%           |
| Irlanda del Nord | 44,22%                     | 55,78%        |                  |
|                  | Regno Unito                | 51,89%        | 48,11%           |